# Starpilots
Starpilots ist eine Indie-Rock-Band aus Wien, Österreich. Sie wurde 2001 von drei Mitgliedern der Band Scapegoat Delu:xxe geformt, die den frühen Post-Punk-Sound um sphärische Synthesizerklänge und melodiöse Gesangsmelodien erweitern. Als Haupteinflüsse zählen Bands wie Joy Division, Oasis, Radiohead und The Smiths. Seit 2012 vergrößerte sich das Line-Up der Starpilots um Florian Fessl (Schlagzeug) und Werner Rammer (Gitarre) auf fünf Mitglieder. Ende 2014 wurde die EP Everything Will Be Good Soon veröffentlicht, die gratis auf der Website der Band downloadbar ist. Noch 2021 wird ihr aktuellster Longplayer We Are so Busy Doing Things als limitierte LP+CD-Auflage sowie auf digitalen Plattformen erscheinen.

## Geschichte

### Die Anfänge: Scapegoat
1993 gründeten Johannes Prem (Gitarre) und Thomas Schauppenlehner (Bass, Gesang) in Waidhofen/Ybbs die Postpunk-Formation Scapegoat. Als Schlagwerk kam ein Yamaha-Drumcomputer zum Einsatz. Der Sound war von düsteren Akkorden und einem brachial-mechanischen Beat gekennzeichnet. Bereits 1994 kamen Horst Rüger (2. Gitarre) und Gernot Grassl (Lead-Gesang) dazu, die ersten Aufnahmen wurden veröffentlicht, man spielte live beim Seewiesenfest 1994 mit Play The Tracks Of und H. P. Zinker, 1998 beim Urlriver Festival mit Sportfreunde Stiller sowie beim Donauinselfest.

### Scapegoat Delu:xxe
Durch die neuen digitalen Möglichkeiten Mitte der 1990er Jahre wurden mehr und mehr elektronische Sounds dem analogen Postpunk-Sound hinzugefügt, was 1998 auch Anlass war, den Bandnamen auf Scapegoat Delu:xxe zu erweitern. Unter diesem Namen erschien 1999 das experimentelle Indie-Pop-Konzeptalbum Stories from the Research Labs (P.A.M. Records/edel) mit den Singles Planet B (Videoregie: Karl Pridun) und Credit Card Superstar (Videoregie: Paul Poet). Durch Vertriebspartnerschaften mit internationalen Labels ist das Album heute kurioserweise nur noch bei Amazon Japan am freien Markt erhältlich.

### Starpilots
2001 stieg Gründungsmitglied Johannes Prem aus, der Rest formierte sich als Starpilots auch soundmäßig neu: Indie-Pop mit starken elektronischen Einflüssen. Die Single Ambulance 13 wurde Teil des Soundtracks des Spielfilms Ikarus (R: Bernhard Weihrather, P: Allegro Film) und wurde von den Elektronikern EPY und der Bigbeat-Formation Jellybeat geremixt. Auftritte bei Sebastian Brauneis und Wolfgang Kopper in den Musiksendungen Studio 3000 und Schwerpunkt: Allgemeines des freien TV-Senders TIV folgen. Das Album Population (Hoanzl) markierte den vorläufigen Höhepunkt der künstlerischen Zusammenarbeit: Starpilots-Lieder erschienen auf mehreren Samplern in Österreich und Deutschland (VW-soundfoundation, pittiplatsch3000, The Gap), Invade Me, Invader, Gasping for Air und Heat bekamen häufiges Airplay auf FM4, die Videos der beiden letzteren Songs liefen auf dem Musikvideosender gotv; Live-Konzerte mit Bands wie Echophonic, Jellybeat oder Roman Fischer. Der Song Gold war im Österreich-Pavillon der EXPO Shanghai 2010 Bestandteil einer Videoprojektion. Population ist heute noch auf iTunes erhältlich.

## Diskografie

### Radiosingles
als Scapegoat Delu:xxe
- 1999: Planet B

als Starpilots
- 2001: Ambulance 13
- 2007: Invade Me, Invader
- 2007: Gasping for Air
- 2008: Heat
- 2008: Population

### Tonträger
als Scapegoat
- 1994: These Words Are Not Really Important (Tape, Bourbon Records)
- 1996: Incisor (Split-CD mit Re-Evolution, Bourbon Records)

als Scapegoat Delu:xxe
- 1997: micro pop music (Tape)
- 1999: Stories from the Research Labs (CD, P.A.M. Records)
- 2000: Promo-Single (Projekt pop!-CD)

als Starpilots
- 2001: Ambulance 13 (Maxi-CD + Remixes)
- 2007: Population (CD, Hoanzl)
- 2014: Everything Will Be Good Soon (Soundcloud-EP)
- 2021: We Are So Busy Doing Things (limited LP+CD)